# Station de compression

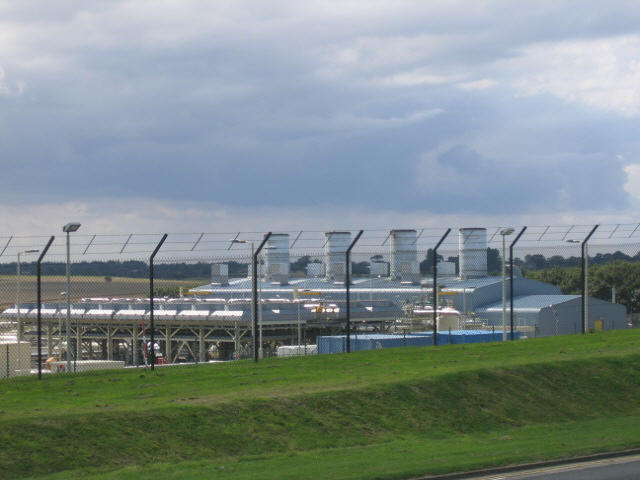
Une des stations de compression du, dans l'est de la Grande-Bretagne.

Une station de compression est une unité dans laquelle plusieurs compresseurs aspirent un gaz à une pression basse pour le refouler à une pression plus élevée.

## Usages

### Exploitation des gisements
On peut avoir besoin d'un fluide sous pression élevée, pour différentes raisons. Pour soutirer le maximum de gaz ou de pétrole d'un gisement, par exemple, on procède à une injection de gaz ou d'eau à l'intérieur.
On fait passer le gaz ou le liquide à injecter à travers plusieurs étages de compression qui l'amènent progressivement (par étages) à la pression désirée. En bout de chaîne de compression, on peut avoir jusqu'à 500 bars. Le fluide est ensuite injecté dans le gisement,,,.

### Exploitation des réseaux de transport par canalisation

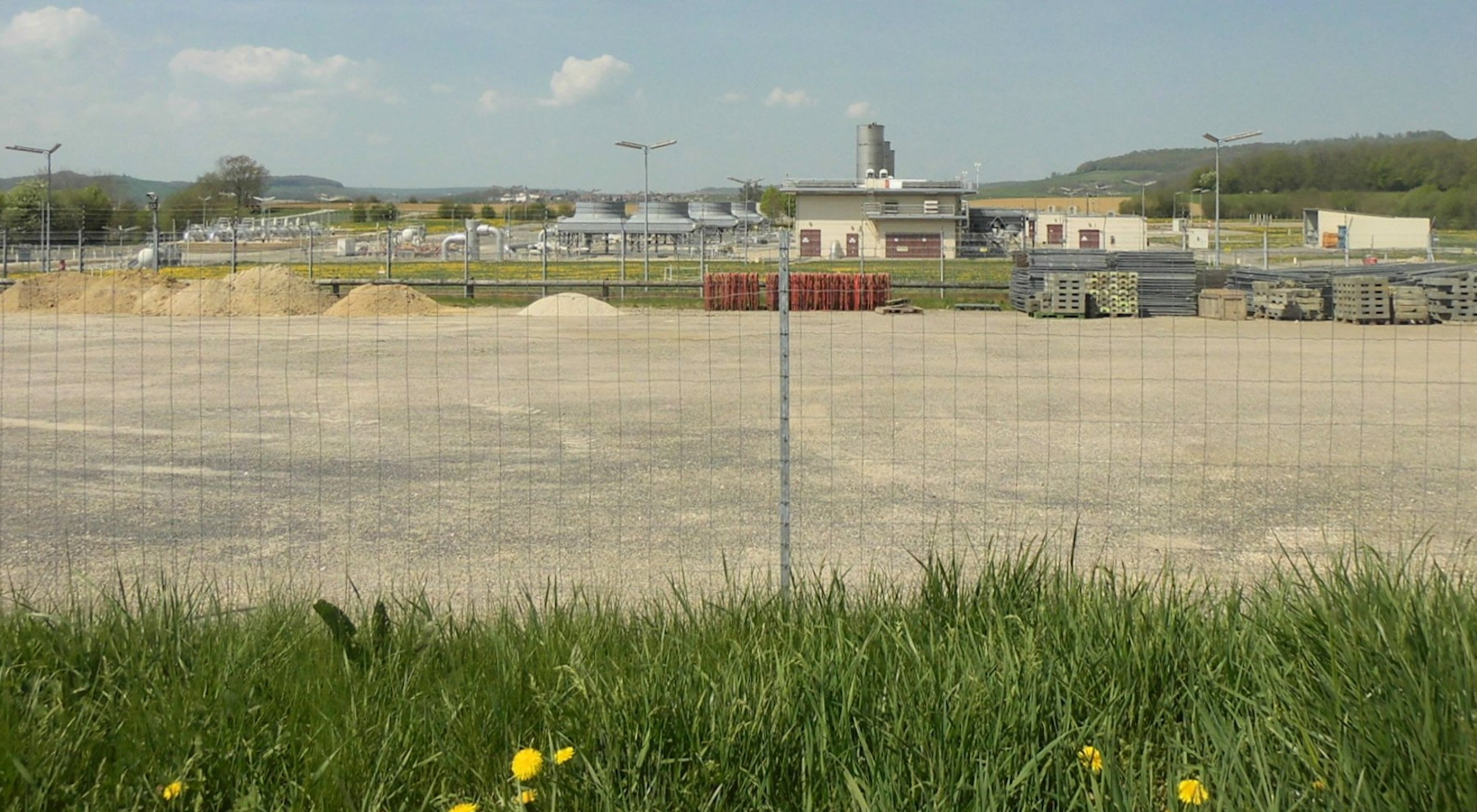
Station de compression de gaz naturel GRTgaz à Morelmaison.

Dans les oléoducs, pour transporter des fluides liquides et compenser les pertes de charge. on utilise des stations de pompage relais.
Dans les gazoducs, les stations de compression répondent à un besoin équivalent pour les fluides gazeux. Les stations de compression y sont en général espacées de 100 à 200 kilomètres. Elles peuvent être employées pour permettre des transports bi-directionnels, par exemple pour diversifier l'approvisionnement en gaz naturel avec des « rebours ».
Cela permet aussi d'absorber une production locale de biométhane supérieure à la consommation pour la faire circuler sur un réseau à plus haute pression,. En France, cela concerne 7 unités en 2022, avec un horizon de 160 unités en 2050.